# Bernard
Bernard — торговая марка пива, производимого частной пивоварней в чешском городке Гумполец края Высочина. Торговая марка названа по фамилии одного из её основателей, Станислава Бернарда.

## История
История торговой марки началась в 1991 году, когда три чешских предпринимателя возобновили производство пива на Гумполецкой пивоварне, которая была основана еще в XVI в.
Пиво торговой марки «Bernard» довольно быстро нашло большое количество поклонников в стране, что вызвало необходимость расширения производства. С целью финансового обеспечения такого расширения в 2000 году предприятие было реорганизовано в акционерное общество, а в 2001 году произошло привлечение стратегического инвестора, которым стала бельгийская пивоваренная компания Duvel Moortgat. Бельгийские инвестиции сейчас составляют половину уставного фонда акционерного общества.
Благодаря привлечению инвестиционных ресурсов предприятию удалось усилить свои позиции на внутреннем рынке пива, а также начать активно экспортировать свою продукцию. Сейчас пиво ТМ «Bernard» продается в такие страны как: Словакия, Россия, Швеция, Великобритания, Дания, Австралия, Украина, Греция, Германия, Финляндия, Польша, Грузия и США

## Ассортимент
На сегодня линейка ТМ «Bernard» включает несколько сортов, часть из которых относятся к традиционным пильзнерам, а другие производятся с применением дополнительных ингредиентов и технологических процессов, в частности дображивания в бутылках:
- Světlé — плотность: 10,0 %, крепость: 3,8 %.
- Světlý ležák 11 ° — плотность: 11,0 %, крепость: 4,5 %.
- Světlý ležák 12 ° — плотность: 12,0 %, крепость: 4,7 %.
- Sváteční ležák — плотность: 12,0 %, крепость: 5,0 %. На рынке с 2005 года.
- Speciální černé pivo 13 ° — плотность: 13,0 %, крепость: 5,1 %. Темное.
- Jantarový ležák — плотность: 11,0 %, крепость: 4,5 %. Полутемное.
- OX — плотность: 14,0 %, крепость: 5,8 %. Крепкое.

Кроме того, выпускается безалкогольное (с содержанием алкоголя до 0,5 %) пиво под суббрендом «Bernard s čistou hlavou» (рус. Bernard с чистой головой), которое сейчас насчитывает три сорта пива Free (светлое), Jantar (полутемное) и Švestka (сливовое).